# Annet-sur-Marne
Annet-sur-Marne este o comună franceză situată în departamentul Seine-et-Marne, în regiunea Île-de-France.

## Geografie

### Localizare
Orașul este situat pe malul drept al Marnei, la 4 km sud-est de Claye-Souilly și la 6 km nord de Thorigny-sur-Marne.

### Comune limitrofe
| Claye-Souilly |                             | Fresnes-sur-Marne |
|               |                             | Jablines          |
| Villevaudé    | Carnetin Thorigny-sur-Marne | Dampmart          |

### Geologie și relief
Comuna este clasificată în zona de seismicitate 1, corespunzătoare unei seismicități foarte scăzute. Altitudinea variază de la 38 de metri la 133 de metri în cel mai înalt punct, centrul localității situându-se la aproximativ 50 de metri altitudine (primăria).

### Hidrografie
Rețeaua hidrografică a comunei este compusă din nouă cursuri de apă înregistrate:
- Râul Marna, cu o lungime de 514,26 km[6], principalul afluent al Senei;
- Canalul 01 al Comunei Annet-sur-Marne, curs de apă de 1,02 km[7], care se varsă în Marna;
- Canalul 01 al Comunei Fresnes-sur-Marne, 1,50 km[8], care se varsă în Marna;
  - Canalul 01 al Parcului Fresnes, 2,20 km[9], care se varsă în canalul 01 al Comunei Fresnes-sur-Marne;
- Râul Beuvronne, cu o lungime de 23,90 km[10], afluent pe dreapta al Marnei;
  - Pârâul Botteret, lung de 2,26 km[11], situat la limita vestică a comunei, afluent al Beuvronne;
  - Fosa Montigny, canal de 3,29 km, care se varsă în Beuvronne;
- Pârâul Bouillon (sau pârâul Armoin), cu o lungime de 5,59 km[12], afluent al Marnei;
- Fosa 01 al Comunei Annet-sur-Marne, cu o lungime de 1,59 km[13].

De asemenea, teritoriul comunei este traversat de apeductul Dhuis.
Lungimea totală a cursurilor de apă de pe teritoriul comunei este de 13,69 km.

### Climă
În anul 2010, clima comunei era clasificată drept climă oceanică degradată a câmpiilor din Centru și Nord, conform unui studiu realizat de Centrului Național de Cercetare Științifică (CNRS), bazat pe un set de date aferente perioadei 1971–2000. În anul 2020, Météo-France a publicat o nouă tipologie a climei din Franța metropolitană, potrivit căreia comuna este expusă unui climat oceanic alterat și se află într-o zonă de tranziție între regiunile climatice „Sud-vestul bazinului parizian” și „Nord-estul bazinului parizian”.
Pentru perioada 1971-2000, temperatura anuală medie este de 11,4 °C, cu o amplitudine termică anuală de 15,2 °C. Cumulul anual mediu de precipitații este de 709 mm, cu 10,7 zile de precipitații în ianuarie și 7,8 zile în iulie. Pentru perioada 1991-2020, temperatura medie anuală observată la stația meteorologică Météo-France cea mai apropiată, situată în comuna Torcy la 10 km distanță, este de 12,1 °C, iar cumulul anual mediu de precipitații este de 716,4 mm.
Pentru viitor, parametrii climatici estimati pentru comună pentru anul 2050, conform diferitelor scenarii de emisii de gaze cu efect de seră, pot fi consultati pe un site dedicat publicat de Météo-France în noiembrie 2022.

### Mediu natural și biodiversitate

#### Rețeaua Natura 2000

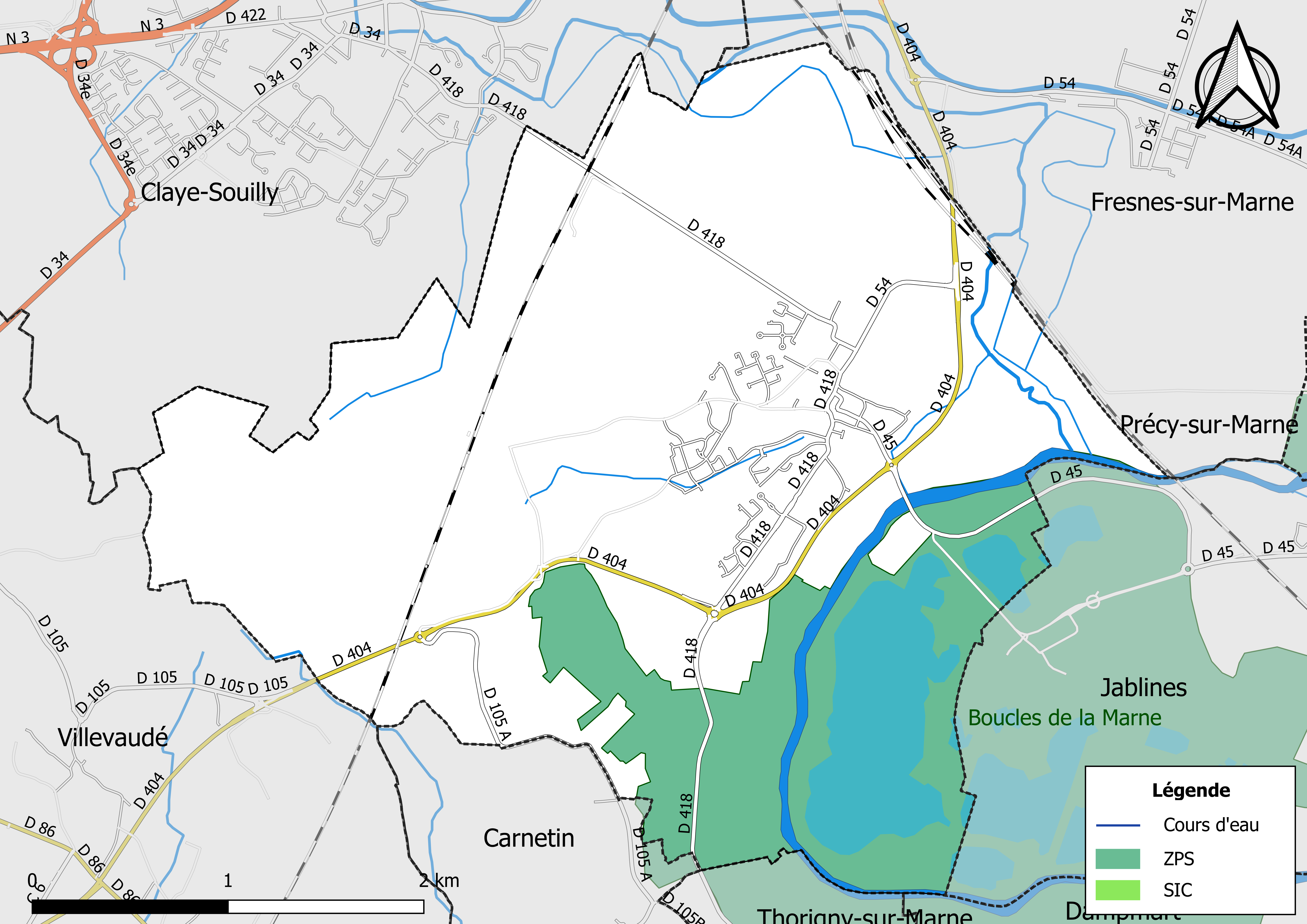
Siturile Natura 2000 de pe teritoriul comunei

Rețeaua Natura 2000 este o rețea ecologică europeană de situri naturale de interes ecologic, elaborată pe baza directivelor „92/43/CEE” și „2009/147/CE”. Această rețea este alcătuită din zone speciale de conservare (ZSC) și zone de protecție specială (ZPS). În cadrul acestor zone, statele membre se angajează să mențină într-o stare de conservare favorabilă tipurile de habitate și speciile vizate, prin măsuri reglementare, administrative sau contractuale.
Pe teritoriul comunei a fost desemnat un sit Natura 2000 în temeiul Directivei „Păsări”:
- „Meandrele Marnei” (Boucles de la Marne), cu o suprafață de 2 641 ha, un refugiu pentru o populație de ciovlici de stepă (Œdicnèmes criards) de importanță regională, care persistă în ciuda deteriorării habitatelor[25].

#### Zone naturale de interes ecologic, faunistic și floristic (ZNIEFF)
Teritoriul comunei Annet-sur-Marne include mai multe zone naturale identificate în cadrul inventarului ZNIEFF, cu scopul de a evidenția ariile cu interes ecologic ridicat și de a sprijini luarea deciziilor în domeniul amenajării teritoriului. Acestea sunt împărțite în:
ZNIEFF de tip 1:
- Forêt de Vallières et carrières souterraines à Annet-sur-Marne – 292,58 ha, repartizată pe 3 comune[27].
- Les Fosses Malore – 98,59 ha, repartizată pe 3 comune[28].
- Plan d'eau de la Boucle de Jablines – 509,63 ha, repartizată pe 3 comune[29].
- Vallée de la Beuvronne entre Claye-Souilly et Fresnes-sur-Marne – 106,42 ha, repartizată pe 3 comune[30].

ZNIEFF de tip 2:
- Vallée de la Marne de Coupvray à Pomponne – 3 619,57 ha, întinsă pe 17 comune din departament[31].

## Urbanism

### Tipologie
La 1 ianuarie 2024, Annet-sur-Marne este clasificată drept centură urbană, conform noii grile comunale de densitate în șapte niveluri, definită de INSEE (Institutul Național de Statistică și Studii Economice) în 2022. Localitatea aparține unității urbane Annet-sur-Marne, o unitate urbană alcătuită dintr-o singură comună, care constituie un oraș izolat. În plus, comuna face parte din aria metropolitană a Parisului, fiind una dintre comunele de la periferie, această zonă reunind 1.929 de comune.

### Ocuparea terenurilor
Ocuparea terenurilor din comună, așa cum reiese din baza de date europeană privind ocuparea biogeografică a solurilor Corine Land Cover (CLC), este marcată de ponderea importantă a terenurilor agricole (52,4 % în 2018), în scădere față de 1990 (56,8 %). Repartiția detaliată în 2018 este următoarea: terenuri arabile (44,4 %), păduri (24,4 %), zone urbanizate (8,7 %), pășuni (8 %), ape continentale (6,9 %), spații verzi artificializate, neagricole (3,6 %), mine, gropi de gunoi și șantiere (2,8 %), medii cu vegetație arborescentă și/sau ierboasă (1,2 %).

## Toponimie
Cea mai veche mențiune este Anethum în jurul anului 1059, Altare de Anetho în 1076, apoi Anetum în 1120 și Anet în 1195.
Toponimul ar fi compus din cuvântul galic Ana- (mlaștină) și sufixul diminutiv -ittum, de unde rezultă sensul de „mlaștină mică”. Marianne Mulon menționează forma anittum, cu sensul de „mlaștină mică”. Originea numelui comunei ar putea urca până la zeița Ana, mama tuturor zeilor, protectoarea celor vii, a morților și a locurilor umede (mlăștinoase) în vremurile antice.

## Istorie
Abația Saint-Martin-des-Champs deținea pământuri, păduri și pajiști în satul Annet-sur-Marne în jurul anului 1059. Conform almanahului departamentului Seine-et-Marne din 1862, Annet — Anethum (în 1096), Agnetum (în 1239), Annetum (în 1363) — făcea parte în trecut din provincia Île-de-France, Franța propriu-zisă, fiind inclusă în baillage-ul, circumscripția fiscală și zona de drept cutumiar Meaux, în dioceza Meaux, arhidiaconatul de France și decanatul Claye-Souilly.

## Populația și societatea

### Date demografice
Evoluția numărului de locuitori este cunoscută prin recensămintele populației efectuate în comună începând din 1793. Pentru comunele cu mai puțin de 10 000 de locuitori, un recensământ al întregii populații este realizat la fiecare cinci ani, populațiile legale pentru anii intermediari fiind estimate prin interpolare sau extrapolare.
În 2022, comuna număra 3 329 locuitori, în creștere cu +2,15 % față de 2016 (Seine-et-Marne: +3,92 %, Franța fără Mayotte: +2,11 %).
| An        | 1793 | 1806 | 1841  | 1861 | 1876 | 1886 | 1901 | 1921 | 1936 | 1962  | 1982  | 2006  | 2014  | 2022  |
| --------- | ---- | ---- | ----- | ---- | ---- | ---- | ---- | ---- | ---- | ----- | ----- | ----- | ----- | ----- |
| Populație | 875  | 952  | 1 005 | 970  | 889  | 956  | 932  | 889  | 953  | 1 178 | 1 714 | 3 198 | 3 247 | 3 329 |

## Cultură locală și patrimoniu

### Locuri și monumente
- Biserica Saint-Germain, secolele al XVIII-lea și al XX-lea.
- Castelul Louche, reconstruit în prima jumătate a secolului al XIX-lea, transformat în cămin pentru persoane vârstnice în 2007.
  - Grădina ornamentală și parcul castelului Louche[50].
- Castelul Sannois, reconstruit în 1840.
  - Grădină ornamentală cunoscută sub numele de parcul Sannois[51].
- Castelul Étry, din secolul al XVIII-lea, adăpostește astăzi un centru de orientare a copilăriei al orașului Paris.
  - Grădină ornamentală cunoscută sub numele de parcul castelului Étry[52].
- Insula de agrement Jablines-Annet (împărțită cu comuna vecină Jablines).

### Personalități
- Jean-Rodolphe Perronet⁠(d) (1708–1794), inginer și arhitect francez, fondator și primul director al École nationale des ponts et chaussées (Școala Națională de Poduri și Șosele).
- Camille Flers⁠(d) (1802–1868), pictor peisagist francez, s-a născut aici.
- Victor Vasarely (1906–1997), artist plastic maghiar, naturalizat francez. Timp de aproximativ treizeci de ani, artistul a avut aici o casă-atelier, un loc distrus de un incendiu în martie 2006[53]. Mormântul său se află în cimitirul comunal.